# 國米修市
國米 修市（こくまい しゅういち、1959年4月29日 - ）は、日本の映画スタッフである。熊本県出身。東海大学卒業。

## 人物
長年にわたって操演、特殊効果を担当してきた。近年は映画やオリジナルビデオの監督も行っている。学生の頃から特撮映画を8ミリで作製していた。笑福亭鶴瓶のそっくりさんでもある。
夫人はスクリプターの國米美子。娘の美帆もスクリプターとなっている。

## 操演・特殊効果

### テレビドラマ
- 仮面ライダーシリーズ　（毎日放送・TBS／東映）
  - 1987～1988　『仮面ライダーBLACK』※操演・特殊効果としての技師デビュー[2]
  - 1988～1989　『仮面ライダーBLACK RX』
- 1989～1990　『機動刑事ジバン』　（テレビ朝日／東映）
- 『スーパー戦隊シリーズ』　（テレビ朝日／東映）
- 『土曜ワイド スペシャル』　（テレビ朝日）
- 1996　『闇のパープル・アイ』　（テレビ朝日／東映）

### 映画
- 1986　『美女のはらわた』　（にっかつ　監督：ガイラ）
- 1991　『ワールドアパートメントホラー』　（バンダイ　監督：大友克洋）
- 1992　『奇跡の山 さよなら、名犬平治』　（東宝　監督：水島総）
- 1993　『REX 恐竜物語』　（松竹／角川書店　監督：角川春樹）
- 仮面ライダーシリーズ　（東映　監督：雨宮慶太）特殊技術
  - 1993　『仮面ライダーZO』
  - 1994　『仮面ライダーJ』
- 1995　『人造人間ハカイダー』　（東映　監督：雨宮慶太）特殊技術
- 1995　『きけ、わだつみの声』　（東映　監督：出目昌伸）
- 1996　『人間の翼 最後のキャッチボール』　（CINEMA CRAFT 　監督：岡本明久）
- 1996　『絵の中のぼくの村』　（シグロ　監督：東陽一）
- 1996　『地獄堂霊界通信』　（東映／東映ビデオ　監督：那須博之）
- 1998　『ズッコケ三人組 怪盗X物語』　（フジテレビ／東映　監督：鹿島勤）
- 2003　『わたしのグランパ』　（テレビ朝日／東映ビデオ　監督：東陽一）
- 『大恋愛』

### オリジナルビデオ
- 1986　『グズー～神に見捨てられしもの～』　（MASUDA　監督：ガイラ）
- 1987　『キクロプス CYCLOPS』　（監督：飯田譲治）
- 1987　『ゲゲゲの鬼太郎・妖怪奇伝魔笛エロイムエッサイム』（東映　監督：小林義明 ）
- 1990　『女バトルコップ』　（東映ビデオ　監督：岡本明久）
- 1991　『プリズナーオプ　追跡の48時間』　（監督：松尾正武）
- 1992　『大予言・復活の巨人』　（東映／バンダイ　監督：小林義明）
- 1997　『くノ一外伝 セーラー服忍法帳』　（ワイ・エフ・シー　監督：秋山豊）
- 1998　『サソリ』　（東映　監督：池田敏春 ）
- 2000　『くノ一忍法伝 紅の刃～女淫恋獄抄～』　（ENGEL　監督：田口仁）
- 2003　『女狼―艶殺裸体剣』　（ENGEL　監督：佐々木乃武良）
- 2006　『ゾンビ自衛隊』　（GPミュージアムソフト　監督：友松直之）

### 舞台
大泉シネファンタジー
- 1993　『ルナクリスタルの伝説』（演出：金田治／遠矢孝信）
- 1994　『戦え！ 西洋妖怪バンパネラ／鶴姫外伝』（演出：金田治／遠矢孝信）
- 1995　『守れ！ 愛のホーリーパワー』（演出：金田治／遠矢孝信）
- 1996　『愛と希望のプラズマパワー』（演出：金田治／遠矢孝信）

後楽園遊園地
- 1997　『アクション大魔王』（JAE　演出：西本良治郎）
- 『怪盗ブラックジャック』（JAE　演出：西本良治郎）

スペースワールド
- 2000　『忍者伝説』（JAE　演出：金田治）
- 2001　『忍者伝説Ⅱ 鬼武者』（JAE　演出：金田治）

サンリオピューロランド
- 2001 『プリンとダニエルの天使を救え』（JAE　演出：金田治）
- 2000～2001　『魔法使いサリー～美しき星地球を守れ～』（劇団スターキャスト　演出：星要市）
- 2001　『忍伝～SHINOBI DEN～・ツルギ』（JAE　演出：金田治）
- 2001～2003　『リボンの騎士～少女薔薇の英雄伝記～』（劇団スターキャスト　演出：星要市）
- TOKIYO2050（JAE　演出：西本良治郎）
- GEKITOTU（JAE　演出：西本良治郎）
- 2002　『GHOST／ゴースト ニューヨークの幻』（日本テレビ　演出：吉川徹）
- 『パワーレンジャー（台湾公演）』（JAE　演出：金田治）

## デジタル合成

### テレビドラマ
- スーパー戦隊シリーズ（テレビ朝日／東映）
  - 2000～2001　『未来戦隊タイムレンジャー』
  - 2016～2017　『動物戦隊ジュウオウジャー』
  - 2019～2020　『騎士竜戦隊リュウソウジャー』
  - 2020～2021　『魔進戦隊キラメイジャー』
  - 2022～2023　『暴太郎戦隊ドンブラザーズ』
  - 2023　『王様戦隊キングオージャー』
- 2005～2006　『仮面ライダー響鬼』（テレビ朝日／東映）
- 2016～2017　『仮面ライダーエグゼイド』（テレビ朝日／東映）VFXアーティスト
- 2019　『ウルトラマンタイガ』（テレビ東京／円谷プロダクション）[3]VFXコンポジット

### 映画
- 1998　『モスラ3 キングギドラ来襲』（東宝　監督：米田興弘）
- ゴジラシリーズ（東宝）
  - 2000　『ゴジラ2000 ミレニアム』（監督：大河原孝夫）
  - 2002　『ゴジラ×メカゴジラ』（監督：手塚昌明）
  - 2004　『ゴジラ FINAL WARS』（監督：北村龍平）
- 2001　『ホタル』（東映　監督：降旗康男）
- 2001　『千年の恋 ひかる源氏物語』（東映　監督：堀川とんこう）
- 仮面ライダーシリーズ（東映）
  - 2004　『仮面ライダー剣 MISSING ACE』（監督：石田秀範）
  - 2005　『仮面ライダー響鬼と7人の戦鬼』（監督：坂本太郎）
  - 2009　『劇場版 仮面ライダーディケイド オールライダー対大ショッカー』（監督：金田治）デジタルエフェクト
  - 2010　『仮面ライダー×仮面ライダー×仮面ライダー THE MOVIE 超・電王トリロジー EPISODE RED ゼロのスタートウィンクル』（監督：金田治）VFXアーティスト
  - 2010　『仮面ライダー×仮面ライダー オーズ&ダブル feat.スカル MOVIE大戦CORE』（監督：田﨑竜太）VFXアーティスト
  - 2011　『劇場版 仮面ライダーオーズ WONDERFUL 将軍と21のコアメダル』（監督：柴﨑貴行）VFXアーティスト
  - 2011　『仮面ライダー×仮面ライダー フォーゼ&オーズ MOVIE大戦MEGA MAX』（監督：坂本浩一）VFXアーティスト
  - 2012　『仮面ライダーフォーゼ THE MOVIE みんなで宇宙キターッ!』（監督：坂本浩一）VFXアーティスト
  - 2012　『仮面ライダー×仮面ライダー ウィザード&フォーゼ MOVIE大戦アルティメイタム』（監督：坂本浩一）VFXアーティスト
  - 2013　『劇場版 仮面ライダーウィザード in Magic Land』（監督：中澤祥次郎）VFXアーティスト
  - 2013　『仮面ライダー×仮面ライダー 鎧武&ウィザード 天下分け目の戦国MOVIE大合戦』（監督：田﨑竜太）VFXアーティスト
  - 2014　『劇場版 仮面ライダー鎧武 サッカー大決戦!黄金の果実争奪杯!』（監督：金田治）VFXアーティスト
  - 2014　『仮面ライダー×仮面ライダー ドライブ&鎧武 MOVIE大戦フルスロットル』（監督：柴﨑貴行）VFXアーティスト
  - 2015　『劇場版 仮面ライダードライブ サプライズ・フューチャー』（監督：柴﨑貴行）VFXアーティスト
  - 2015　『仮面ライダー×仮面ライダー ゴースト&ドライブ 超MOVIE大戦ジェネシス』（監督：金田治）VFXアーティスト
  - 2016　『仮面ライダー1号』（監督：金田治）VFXアーティスト
  - 2016　『劇場版 仮面ライダーゴースト 100の眼魂とゴースト運命の瞬間』（監督：諸田敏）VFXアーティスト
  - 2016　『仮面ライダー平成ジェネレーションズ Dr.パックマン対エグゼイド&ゴーストwithレジェンドライダー』（監督：坂本浩一）VFXアーティスト
  - 2017　『劇場版 仮面ライダーエグゼイド トゥルー・エンディング』（監督：中澤祥次郎）VFXアーティスト
  - 2017　『仮面ライダー平成ジェネレーションズ FINAL ビルド&エグゼイドwithレジェンドライダー』（監督：上堀内佳寿也）VFXアーティスト
- 2005　『男たちの大和 YAMATO』（東映／角川春樹事務所　監督：佐藤純彌）
- 2005　『超星艦隊セイザーX』（テレビ東京／東宝　監督：大森一樹）
- 2006　『陽気なギャングが地球を回す』（松竹　監督：前田哲）
- スーパーヒーロー大戦シリーズ（東映）VFXアーティスト
  - 2012　『仮面ライダー×スーパー戦隊 スーパーヒーロー大戦』（監督：金田治）
  - 2013　『仮面ライダー×スーパー戦隊×宇宙刑事 スーパーヒーロー大戦Z』（監督：金田治）
  - 2014　『平成ライダー対昭和ライダー 仮面ライダー大戦 feat.スーパー戦隊』（監督：柴﨑貴行）
  - 2015　『スーパーヒーロー大戦GP 仮面ライダー3号』（監督：柴﨑貴行）
  - 2017　『仮面ライダー×スーパー戦隊 超スーパーヒーロー大戦』（監督：金田治）

### Vシネマ
- 仮面ライダーシリーズ（東映）VFXアーティスト
  - 2011　『仮面ライダーW RETURNS 仮面ライダーアクセル』（監督：坂本浩一）
  - 2011　『仮面ライダーW RETURNS 仮面ライダーエターナル』（監督：坂本浩一）
  - 2015　『鎧武/ガイム外伝 仮面ライダーデューク/仮面ライダーナックル』（監督：金田治）
  - 2016　『ドライブサーガ 仮面ライダーマッハ/仮面ライダーハート』（監督：石田秀範）
  - 2017　『ゴースト RE:BIRTH 仮面ライダースペクター』（監督：上堀内佳寿也）

### TV+ Vシネマ
- 2005～2006　『魔法戦隊マジレンジャー』（テレビ朝日／東映）

### TV+映画
- 仮面ライダーシリーズ（テレビ朝日／東映）
  - 2006～2007　『轟轟戦隊ボウケンジャー』
  - 2018～2019　『快盗戦隊ルパンレンジャーVS警察戦隊パトレンジャー』

### TV+映画+Vシネマ
- 仮面ライダーシリーズ（テレビ朝日／東映）
- 2001～2002　『百獣戦隊ガオレンジャー』
- 2002～2003　『忍風戦隊ハリケンジャー』
- 2003～2004　『爆竜戦隊アバレンジャー』
- 2004～2005　『特捜戦隊デカレンジャー』

## オリジナルビデオ特撮監督
- 2003　『くノ一忍法伝  妖獣雷光～女陰薄愛抄～』（ENGEL　監督：遊法仁）

## オリジナルビデオ監督
- 1992　『BATTLE & BATTLE クローンカプセル -CLONE CAPSULE-』（まじかるふぇいす）
- 1993　『REINA －レイナ－』　（まじかるふぇいす）
- 2000　『奴隷獣』（ENGEL）
- 2003　『奇説魔界転生 呪殺女虐叫』（ENGEL）
- 2004　『新くノ一忍法伝 禁断の恋鎖』（ENGEL）

## 映画監督
- 2015　『レプリカント・イブ』(MIRAI PICTURES JAPAN)
- 2022　『もしも、僕の彼女が妖怪ハンターだったら…』シリーズ

## テレビドラマ監督
- 2018～2020　『妖ばなし』（TOKYO MX）
  - 第35話「大首」 - 監督、脚本、視覚効果、デジタル合成、カラリスト
  - 第38話「がしゃどくろ」 - 監督、脚本、操演、視覚効果、デジタル合成、カラリスト
  - 第52話「舟幽霊」 - 監督補、脚本、キャラクター制作、撮影、CG、VFX、カラリスト

## プロデュース
- 2000　『くノ一忍法伝 紅の刃～女淫恋獄抄～』（ENGEL　監督：田口仁）

## 他の参加作品
- 1983　『アンドロメロス』[3]